# Когут Петро Михайлович
Петро́ Миха́йлович Ко́гут (Когутов) (* 19 листопада 1919, с. Петруша Воля, ґміна Вояшівка, Кросненський повіт, Підкарпатське воєводство, Польща — † 2012) — український (лемківський) громадський діяч, публіцист, поет, у роки Другої світової війни — радянський розвідник; потім організатор і перший голова товариства «Лемківщина» в Україні, один із ініціаторів створення хорової капели «Лемковина» (1969).

## Життєпис
Народився в селянській родині на Лемківщині.
У листопаді 1939 (після окупації Польщі нацистами) перейшов у зону радянської окупації та звернувся до представників розвідувального відділу Київського особливого військового округа у Львові. Після перевірки благонадійності пройшов прискорений курс підготовки та наприкінці того ж року був знову перекинутий у німецьку зону окупації під прибраним прізвищем Петро Войтович для забезпечення зв'язку з розвідувальною групою, що діяла в районі Перемишль-Сянок-Горлиці. До основних завдань розвідувальної групи належали: збір даних політичного й економічного характеру щодо ситуації на окупованих територіях, добування відомостей про плани, склад і дислокацію сил Вермахту, важливі об'єкти інфраструктури (військових аеродромів, сховищ з пальним і боєприпасами).
Для створення радянських розвідувальних мереж в окупованій німцями Польщі туди через кордон перекидалися засоби радіозв'язку та підготовлені радисти. Серед інших у 1940 Петро Когутов переправив радистку Антоніну Глибу (справжнє ім'я — Царенко Олена Кузьмівна, * 1918; закінчила технікум зв'язку у Харкові, у 1940 пройшла курс підготовки радистів для агентурної розвідки), яка за кілька років стала його дружиною. Після втрати контакту з «центром» на початку 1942 встановив контакти з польським рухом опору.
Після закінчення війни заочно закінчив середню школу, потім — юридичний факультет Львівського державного університету ім. І.Франка. Працював у системі торгівлі та туризму.
Розвідувальну діяльність у роки війні П.Когутова описано у книжках Івана Любащенка «Незримое сражение» (Львів, 1976), Вітольда Шимчука «На воєнному шляху» (Ряшів, 1980), Дмитра Бедзика «Сполох» (Київ, 1983), Валентини Коломієць «Пройшов товариш всі бої і війни» (Львів, 1988).

## Громадська діяльність
Після війни підтримував зв'язки з лемківськими організаціями в США, Канаді, Польщі, Словаччині.
Був заступником голови Львівського обласного відділення Товариства «Україна», заступником голови обласного відділення Українського фонду культури.
У 1988 був ініціатором створення першого в УРСР лемківського товариства «Лемківщина» і став його першим головою, в 1991 за його активної участі створили Фундацію дослідження Лемківщини.

## Публіцистика
Автор численних статей, нарисів, книг. Близько 500 його текстів надруковано в газетах і журналах різних країн світу.
Ще до Другої світової війни друкувався в москвофільській «Землі і волі» (Львів; орган «Руської селянської організації») та соціалістичних «Селянських вістях» (Коломия). Вірш «Тюремний спомин» був надрукований у календарі «Світ праці» (Коломия).
По війні публікувався в західноукраїнській періодиці та за кордоном: «Карпатська Русь», «Українські вісті» (обидві США), «Рідний край» (Аргентина), «Життя і слово» (Канада, орган ТОУК), «Наше слово» (Польща), «Нове життя» (Словаччина, орган ЦК Культурного союзу українських трудящих) та інших.
Співавтор «Лемківських календарів» та інших видань Фундації дослідження Лемківщини.

## Відзнаки
- Заслужений працівник культури України
- Нагороджений Почесною грамотою Верховної Ради України[2]